# Cheval de Troie (virus)
Pour les articles homonymes, voir Cheval de Troie (homonymie).
Ne doit pas être confondu avec Cheval de Troie (informatique).
Espèce
Le Cheval de Troie est le nom provisoire du premier virus hybride découvert en laboratoire en 2022 par une équipe de microbiologistes de l'université de Glasgow, en Écosse. Il s'agit d'une combinaison des virus de la grippe A et du VRS, deux virus pouvant donner des affections respiratoires. Selon les modèles des chercheurs, ce virus pourrait apparaître dans une cellule d'un patient infecté par les deux virus en même temps.